# Grönskivig kanelspindling
Grönskivig kanelspindling (Cortinarius huronensis) är en svampart som beskrevs av Ammirati och Alexander Hanchett Smith 1972. Grönskivig kanelspindling ingår i släktet Cortinarius och familjen spindlingar.  Arten är reproducerande i Sverige. Inga underarter finns listade i Catalogue of Life.